# كوفية فلسطينية

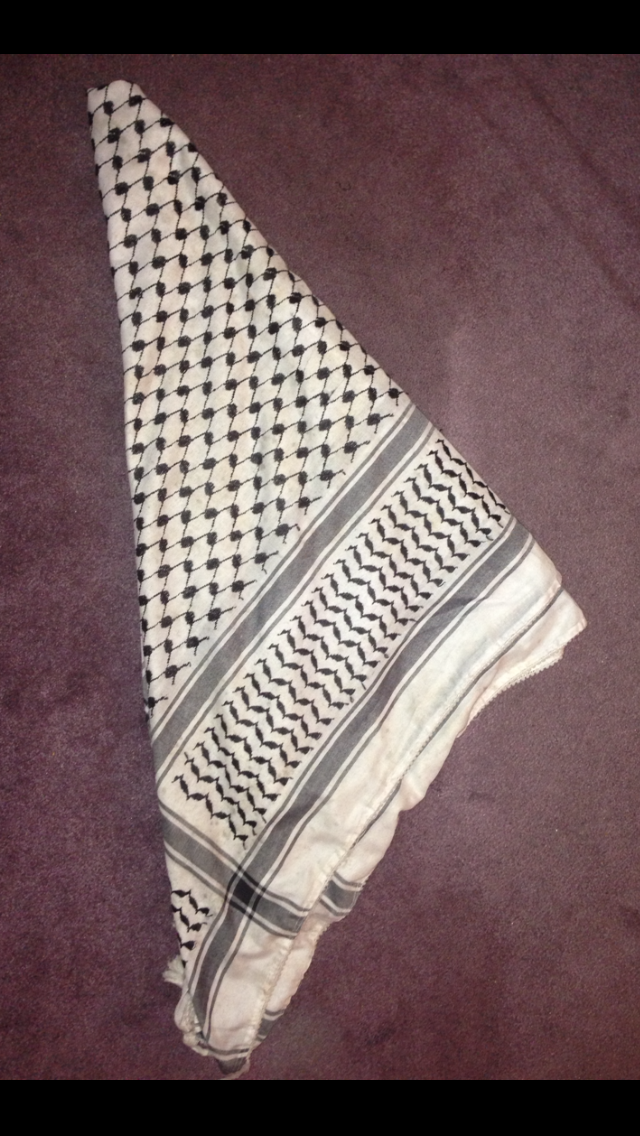
الكوفية الفلسطينية مطوية

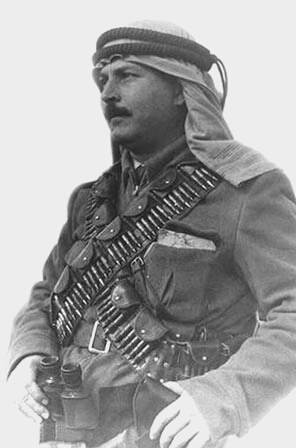
عبد القادر الحسيني مرتديا الكوفية

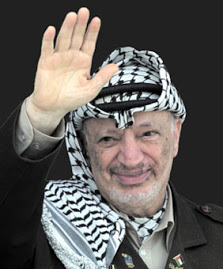
ياسر عرفات

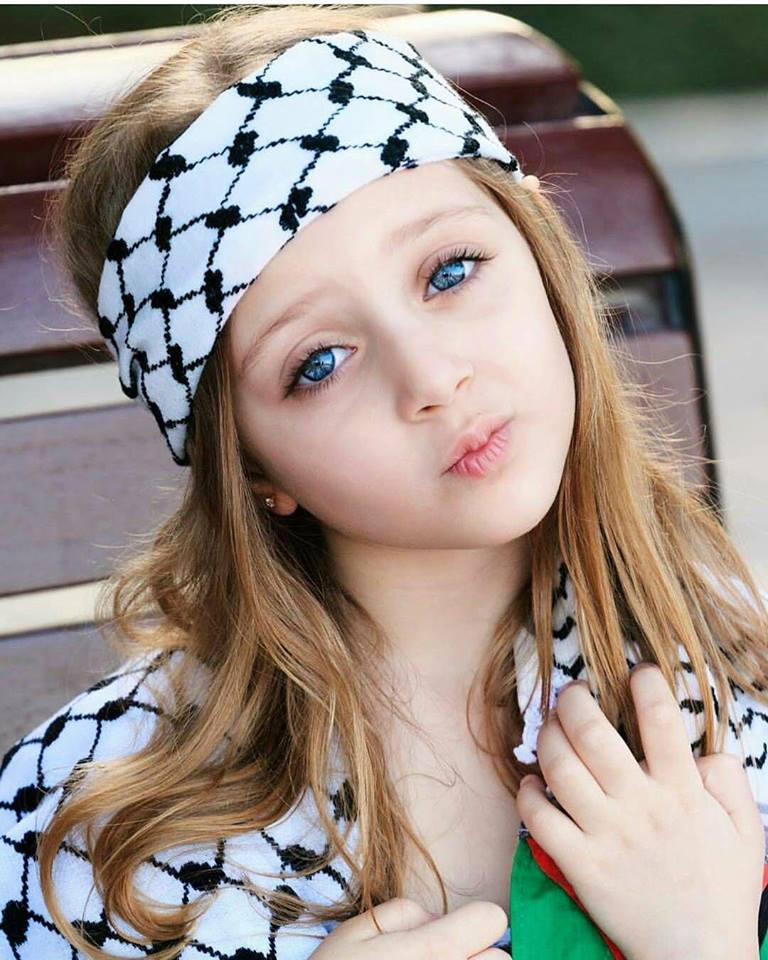
طفلة فلسطينية تتزين بأجزاء من الكوفية الفلسطينية

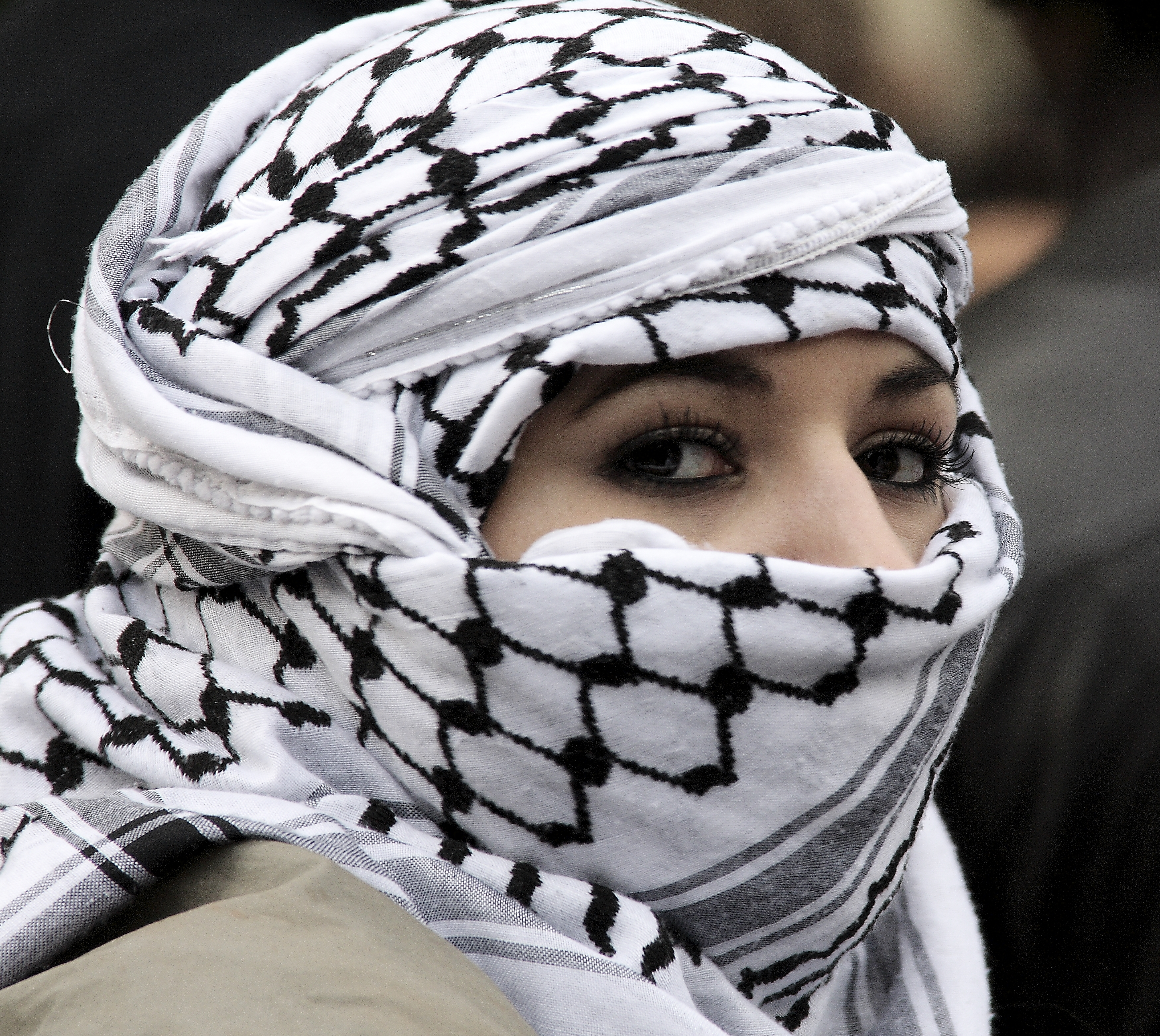
امرأة مرتدية كوفية بنمط شبكة الصيد في باريس.

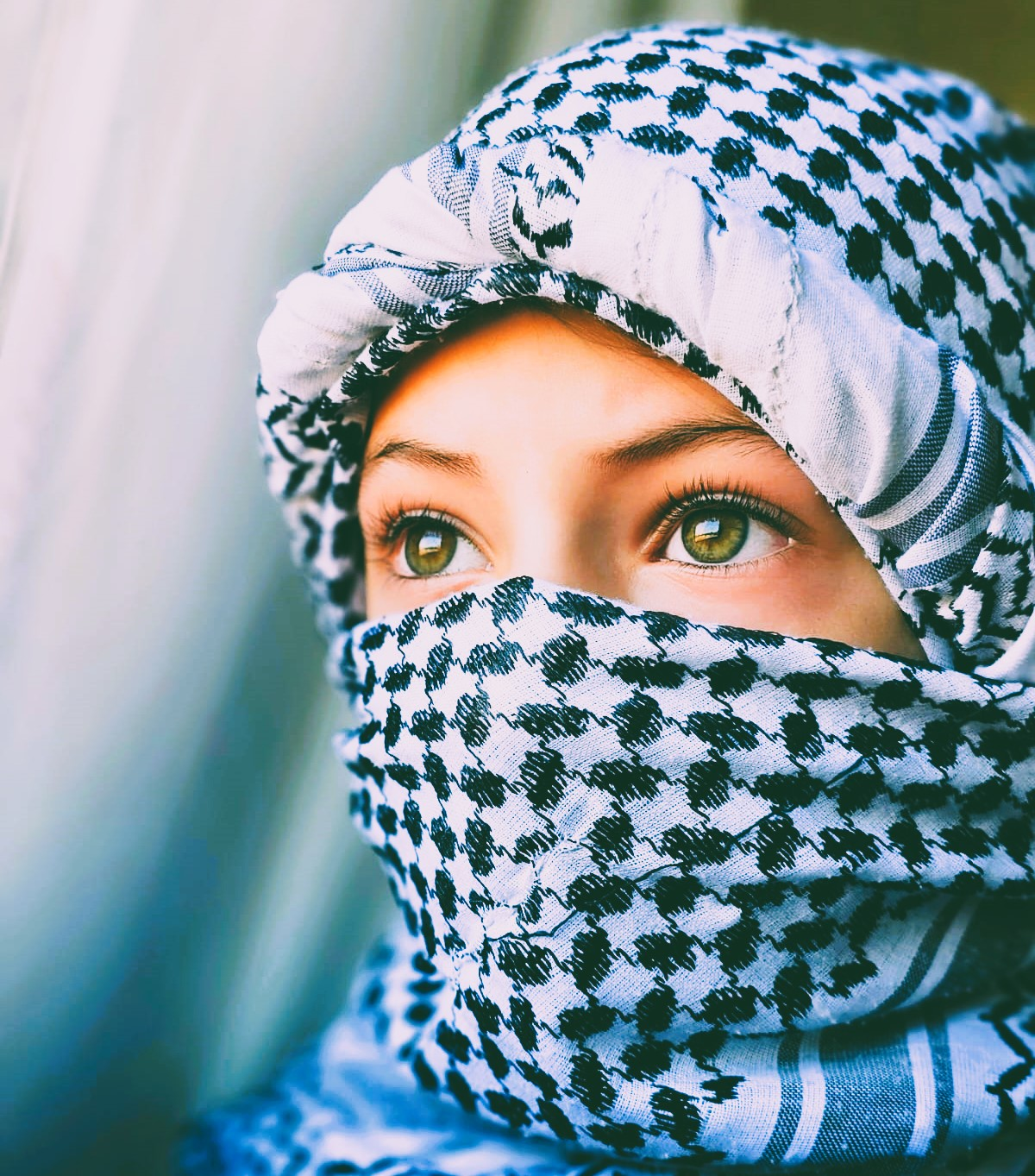
طفلة فلسطينية مرتدية الكوفية الفلسطينية البيضاء

الكوفية الفلسطينية هي لفاع أبيض وأسود يرتدى عادة حول الرقبة أو مع العقال على الرأس. أصبحت الكوفية الفلسطينية رمزا وطنيا فلسطينيا، وتجاوز استخدامها المنطقة العربية واكتسبت شعبية بين الناشطين المتضامنين مع الفلسطينيين في الصراع مع إسرائيل، وبين ناشطي اليسار الأممي عموما.

## الكوفية رمزا وطنيا

### من غطاء رأس تقليدي إلى رمز سياسي
تحول ارتداء الكوفية من محض غطاء للرأس منتشر في المناطق الريفية والبدوية في المشرق العربي إلى رمز للمقاومة السياسية أثناء ثورة فلسطين (1936- 1939) التي لعب فيها الريف الفلسطيني دورا مهما، فقرر زعماء الثورة الفلسطينية لأسباب رمزية سياسية وتكتكية عملانية توحيد لباس الرأس عند الفلسطينيين فنادوا بلبس الكوفية والعقال لرجال فلسطين حتى يتعذر على سلطات الانتداب تمييز الثوار واعتقالهم. وفي هذة المرحلة استغني بشكل واسع عن العمامة والطربوش.
كان اللون التقليدي هو اللون الأحادي، الأبيض أو الأسود في الغالب في بلاد المشرق العربي، ولاحقا انتشرت الكوفيات ذات التصاميم المطرزة آليا، وأشهرها، أشهرها المرقطة بالونين الأسود والأحمر على خلفية بيضاء، من إنتاج شركة في مانشيستر لمالك من أصل سوري، والتي صممت واعتمد الأحمر منها لزيّ الفيلق العربي في شرق الأردن، أو «السلك» (أنظر الصورة) التي تحولت في وقت لاحق إلى رمز وطني فلسطيني مع بروز حركة المقاومة الفلسطينية الحديثة في الستينيات، وحرص الزعيم الفلسطيني ياسر عرفات على الظهور بها. أصبحت الكوفية مع الوقت جزءا من الذاكرة البصرية المرتبطة بنضال الشعب الفلسطيني حيث ارتداها الفدائيون والمتظاهرون داخل فلسطين وخارجها، وانتشرت في ملصقات التضامن مع الشعب الفلسطيني التي قد تكون صورة المناضلة الفلسطينية ليلى خالد أشهرها، إذ انتشرت في الصحافة العالمية بعد عمليتي اختطاف الطائرتين وتظهر فيها ليلى خالد متوشحة بالكوفية وتحمل بندقية.
في السياسية الداخلية الفلسطينية تحولت ألوان الكوفية إلى تعبيرات عن التيارات السياسية الأهم، ففي حين مال ناشطوا ومؤيدو حركة فتح إلى ارتداء الكوفيات ذات اللون الأسود والأبيض، حمل ناشطوا ومؤيدو اليسار الفلسطيني (مثل الجبهتين الشعبية والديمقراطية لتحرير فلسطين) الكوفيات الحمراء والبيضاء. ظهرت كذلك أشكال أكثر تجريدا وعمليانية في الاستخدام السياسي، حيث استخدم نفس التصميم في أوشحة أخفّ، تطبع عليها أحيانا شعارات ورموز سياسية ويخاط على أطرافها العلم الفلسطيني.
كذلك أصبحت الكوفية تستخدم في تعبيرات التضامن الأممي مع الفلسطينيين، وتجاوز استخدمها التضامن مع فلسطين وأصبح الناشطون السياسيون حول العالم يحملونها في حراكات احتجاج سياسية مختلفة. حيث قفزت مبيعات الكوفية الفلسطينية على نحو غير مسبوق في الولايات المتحدة، منذ بدء حرب إسرائيل على غزة في 7 أكتوبر.

### ردود فعل صهيونية
تحولت الكوفية من ناحية أخرى إلى هدف لمؤيدي إسرائيل الذين ينتقدون من يرتديها، ففي الولايات المتحددة اخترع الصحفي الصهيوني برادلي بورستون مصطلح "كيفيه كيندرلاخ" (بالإنجليزية: keffiyeh kinderlach)، وتعني كيندلرلاخ بلغة الييدش "أولاد"، وتشير إلى اليهود اليساريين الشباب وخاصة طلاب الجامعات الذين يرتدونها حول الرقبة تعبيرا سياسيا بوصفها موضة، ويصف مرتديها من الشباب في بيركلي بأنهم "أكثر الفلسطينيين أكثر من الفلسطينيين" في انتقادهم لإسرائيل".
ففي عام 2007 توقفت سلسلة متاجر ملابس أمريكية عن بيع الكوفية بعد أت قدم نشطاء مؤيدون لإسرائيل شكوى من هذه المواد"، وأصدر المتجر أيضا بيانا مفاده أن الشركة لم تكن تنوي أن تعبر عن أي تعاطف أو دعم للإرهابيين ببيع الكوفيات وسحبها، فيما قارنتها كارولين غليك نائبة رئيس تحرير صحيفة جيروزاليم بوست اليمينية الإسرائيلية بالقميصان البنية التي كان يرتديها النازيون. وفي عام 2011 أجبرت شركة “دنكن دونتس” الأميركية على سحب إعلان ترويجي ظهرت فيه مقدمة برنامج الطبخ ريتشيل راي مرتدية وشاحا يشبه الكوفية الفلسطينية، بعد حملة ضغط نظمها مؤيدو إسرائيل في الولايات المتحدة اتهموها فيها بالتعاطف مع “الإرهاب”.
من جانب آخر ظهرت عدة منتوجات إسرائيلية استخدمت رسومات الكوفية في تصميمات أزياء استشراقية، وظهرت كوفيات بنفس التصاميم بألوان العلم الإسرائيلي الأزرق والأبيض، ما اعتبره فلسطينيون جزءا من الاستيلاء الإسرائيلي على ثقافة المنطقة، فعلى سبيل المثال هاجمت مغنية الراب والهيب هوب البريطانية الفلسطينية شادية منصور الاستيلاء الثقافي على الكوفية ودافعت عنه باعتباره رمزاً للتضامن الفلسطيني في أول أغنية واحدة لها هي الكوفية العربية. هي ترتدي ثوبا فلسطينيا تقليديا وتعلن في أغنيتها: «هذه هي الطريقة التي نرتدي بها الكوفية / الكوفية العربية» و «أنا مثل الكوفية / لكنك صخرة لي / أينما تركتني / أبقى وفية لأصول بلدي / الفلسطينية». على مسرح في نيويورك عرضت الأغنية بالقول: «يمكنك أن تأخذ فلافل وحمص بلدي ولكن، اللعنة، لا تلمس كوفية بلدي».

## الإنتاج في فلسطين

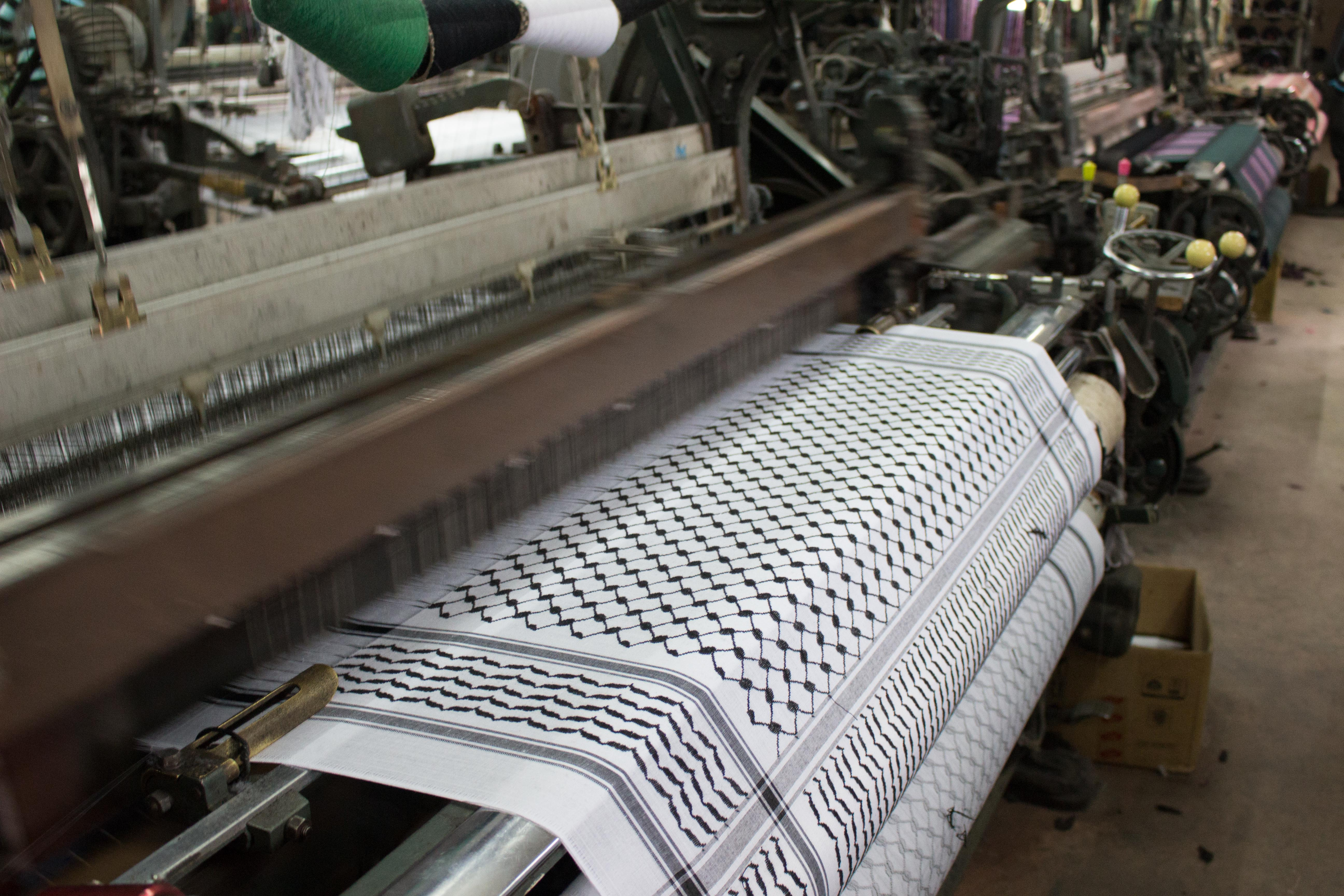
نول أثناء العمل في صنع كوفية فلسطينية تقليدية في مصنع الحرباوي، الخليل، فلسطين.

مع تراجع صناعات النسيج في المنطقة وفي داخل فلسطين أصبح جزء مهم من الكوفيات يستورد من الصين حيث دخلت الشركات الصينية إلى المنافسة في سوق إنتاج الكوفية مع تزايد شعبية الوشاح في عقد 2000، في حين ما زال هناك إنتاج مهم للكوفية في سورية يصدر إلى دول الجوار. أما داخل فلسطين، فعلى مدى خمسة عقود كان ياسر حرباوي المصنّع الفلسطيني الوحيد للكوفية. مصنع الحرباوي للنسيج لديه 16 آلة. في عام 1990 كانت جميع الآلات الستة عشر تعمل مما يجعله ينتج 750 كوفية يوميا. بحلول عام 2010 تم استخدام جهازين فقط مما يجعله ينتج 300 كوفية فقط في الأسبوع.يستخدم حرباوي القطن بنسبة 100% في صناعة الكوفية، بعكس المنتجين الصينيين. يقول عزت ابن ياسر الحرباوي عن أهمية إنتاج رمز فلسطيني في فلسطين: «إن الكوفية هي من تقاليد فلسطين ويجب أن يتم صنعها في فلسطين، يجب علينا نحن أن نصنعها».

## روابط خارجية
- تقرير على قناة الجزيرة عن منتج الكوفية في الخليل (على يوتيوب)